# Het grote conflict
Het grote conflict is een hoorspel van Brian Hayles. Point of Conflict werd op 5 oktober 1968 door de BBC uitgezonden. Tom van Beek vertaalde het en de AVRO zond het uit op donderdag 29 januari 1970. De regisseur was Dick van Putten. Het hoorspel duurde 68 minuten.

## Rolbezetting
- Bert van der Linden (Tom Denby)
- Fé Sciarone (Mary, z’n vrouw)
- Huib Orizand (Harry Kerwen)
- Frans Somers (de voorman Stanley)
- Frans Kokshoorn & Tonnie Foletta (Gubby & Mackay)
- Dries Krijn (de bedrijfsleider Bruford)
- Tom van Beek (directeur Lester Atkins)
- Willy Ruys (Jackson)
- Harry Bronk (Drew)

## Inhoud
Zure Joe Gubby en Jack Mackay proberen tijdens het werk in de fabriekshal "effe tijd voor een trekkie" te versieren, maar de voorman, de ouwe Stanley (zoals Gubby hem noemt), heeft hen in de gaten. Van het ene woord komt het andere en als dan ook nog blijkt dat Gubby en Mackay tien minuten te vroeg proberen op te houden, komt er slaande ruzue van. Voorman Stanley laat zich provoceren en deelt een paar rake klappen uit als zure Joe, om te treiteren, zijn vuile oliehanden aan de witte jas van de voorman afveegt en tevens aanbiedt om hem een "opsodemieter" te verkopen. De arbeidsvertegenwoordiger Tom Denby is nog juist getuige van het slot van het vechtpartijtje en het gevolg is dat de personeelschef er aan te pas komt. De zaken zien er niet al te best uit voor de voorman, die bovendien de naam heeft een beetje kort aangebonden te zijn. Toch is de personeelschef bereid niet al te zwaar aan de zaak te tillen. Gubbie en Mackay staan bekend als herrieschoppers. Denby maakt er echter een principekwestie van en beweert dat Stanley door zijn optreden voor de directie een visje heeft uitgegooid om een bestaande regeling te kunnen doorbreken: de regeling voor het afklokken. Hij gaat er een actie van maken bij de bond, een actie die het voorspel wordt tot "het grote conflict".